# 孔多韦
孔多韦（意大利语：Condove），是意大利北部皮埃蒙特大区都灵省的一个市镇。总面积71.3平方公里，总人口4704，人口密度66.0人/平方公里（2010年12月31日）。